# Neptosternus yanbini
Neptosternus yanbini är en skalbaggsart som beskrevs av Bian och Ji 2009. Neptosternus yanbini ingår i släktet Neptosternus och familjen dykare. Inga underarter finns listade i Catalogue of Life.